# Danube Private University
Die Danube Private University ist eine österreichische Privatuniversität mit Sitz in Krems an der Donau (Österreich).

## Geschichte
Die Bildungseinrichtung wurde am 13. August 2009 vom Österreichischen Akkreditierungsrat als Privatuniversität akkreditiert. Das Studienangebot umfasst Zahnmedizin, Humanmedizin, Dental Hygiene, Medizinjournalismus und Öffentlichkeitsarbeit, postgraduale Universitätslehrgänge Master of Science (Continuing Education) Fachgebiete in der Zahnmedizin, kurz MSc (CE) sowie ein wissenschaftliches Doktoratsstudium Zahnmedizin (PhD).
2012 wurde auf dem Campus-Gelände ein Zahnambulatorium mit rund 50 Behandlungsplätzen eröffnet. 2015 schloss der erste Jahrgang das Studium der Zahnmedizin ab.
Auf dem ehemaligen Gelände des Bahnhofs Förthof wurde 2017 ein Forschungspavillon und ein ergänzender Neubau eröffnet, in dem Hörsäle, Praktikumsräumlichkeiten, ein Audimax und Forschungseinrichtungen untergebracht sind. Der DPU-Campus umfasst mittlerweile rund 15.000 m² Universitätsgebäudefläche. Für den äußerst positiven Einfluss, den die Universität auf Krems hat, wurde der Präsidentin der DPU 2023 die Ehrenbürgerschaft der Stadt verliehen. „Sie hat mit der Danube Private University (DPU) ein Juwel in die Stadt gesetzt“, so der Bürgermeister.
Die Danube Private University bietet ab Herbst 2024 einen neuen Masterstudiengang in Humanmedizin an, nachdem dieser erfolgreich von der Agentur für Qualitätssicherung und Akkreditierung Austria (AQ Austria) akkreditiert wurde. Dies stellt eine wichtige Entwicklung für den Gesundheitsstandort Niederösterreich dar.

## Forschung und Kooperationen
Die Forschungsschwerpunkte sind:
- Natur- und Kulturgeschichte des Menschen (Kurt W. Alt)
- Neurodegenerative Erkrankungen (Ralf Braun)
- MIAAI Medical Image Analysis & Artificial Intelligence (Ramona Woitek)
- Life Science Technologies (Christoph Kleber)
- Clinical Application of Artificial Intelligence in Dentistry (Constantin von See und Dritan Turhani)
- Mikroplastik (Maja Henjakovic)

Die Universität vereint Medizin, Kunst und Kultur, da ihre Gründerin eine engagierte Kunstförderin ist, die früher als Kunstberaterin für Politik und Wirtschaft tätig war. So gibt die DPU 2024 gemeinsam mit dem Springer Verlag Nature ein Buch „Heilkraft der Literatur“ mit Beiträgen von hochrangigen Autoren wie z. B. Rüdiger Safranski und Michael Hauskeller heraus.
Zur Förderung der studentischen Mobilität kooperiert die Danube Private University beispielsweise mit ERASMUS+ und der International Union of Schools of Oral Health (IUSOH).
Forschungskooperationen bestehen mit zahlreichen nationalen wie internationalen Institutionen, z. B. dem Austrian Institute of Technology (AIT), dem CEST Kompetenzzentrum, dem IPNA der Universität Basel, dem National Institute of Health and Medical Research Paris 5 (INSERM), der Charité Universitätsmedizin Berlin, der Universitá degli Studi di Brescia bzw. der Universität Bari Aldo-Moro in Italien, der University of Cambridge in Großbritannien, und weiteren.
2023 war die DPU in 16 von der öffentlichen Hand geförderten Forschungsprojekten vertreten bzw. hat die Genehmigung dieser Projekte erhalten. Fördergeber sind u. a. die FFG, der FWF, die EU und die GFF NÖ. Diese Projekte führen zu zahlreichen weiteren Kooperationen mit nationalen und internationalen Partnern, wie der Universidad de la Republica Montevideo (Uruguay), der Universidad Peruana de Ciencias Aplicadas de Lima (Peru), der Universidad Nacional de la Plata (Argentinien), den RISE Research Institutes of Sweden und weiteren.

## Herausforderungen
Die Zahnärztekammer lehnte ursprünglich das Studium an der Universität aus Qualitätsgründen ab. Eine Hauptsorge der Ärztefunktionäre war, es würden so viele Zahnärzte ausgebildet, wie bislang in ganz Österreich.
Mögliche Ungereimtheiten bei der Akkreditierung waren im Mai 2010 Thema einer parlamentarischen Anfrage, das Bundesministerium für Wissenschaft und Forschung wies Kritik am Akkreditierungsrat jedoch zurück. Im Reakkreditierungsverfahren der DPU 2014 bestätigten die von der Agentur für Qualitätssicherung und Akkreditierung Austria berufenen Gutachter jedoch die Verlängerung der Akkreditierung.
Die DPU musste die Behauptung zurücknehmen, das Land Niederösterreich stelle für die Ausbildung notwendige Praktika an Spitälern zur Verfügung. Anfang 2011 hatte der Landtag beschlossen, dass keine diesbezügliche Verpflichtung des Landes bestehe. Die Landesregierung wurde beauftragt, die Akkreditierung DPU überprüfen zu lassen; diese wurde nach Angaben der DPU im September 2015 vom BMWFW bestätigt.
Das Master-Studium Humanmedizin an der Danube Private University wurde 2021 aufgrund „wesentlicher Mängel“ der Zulassung entzogen. Das Unternehmen legte Berufung ein, weshalb es weiterhin Studierende für den Medizin-Master aufnehmen durfte. Die Entscheidung lag beim Bundesverwaltungsgericht. 2024 erfolgte die Akkreditierung für einen Humanmedizin-Masterstudiengang in Wiener Neustadt als zweiter DPU-Standort ab Herbst 2024, unterstützt durch die niederösterreichische Landesgesundheitsagentur (LGA) in Kooperation mit den Landeskliniken Hochegg, Neunkirchen und Wiener Neustadt.